# 奧斯特羅赫城堡

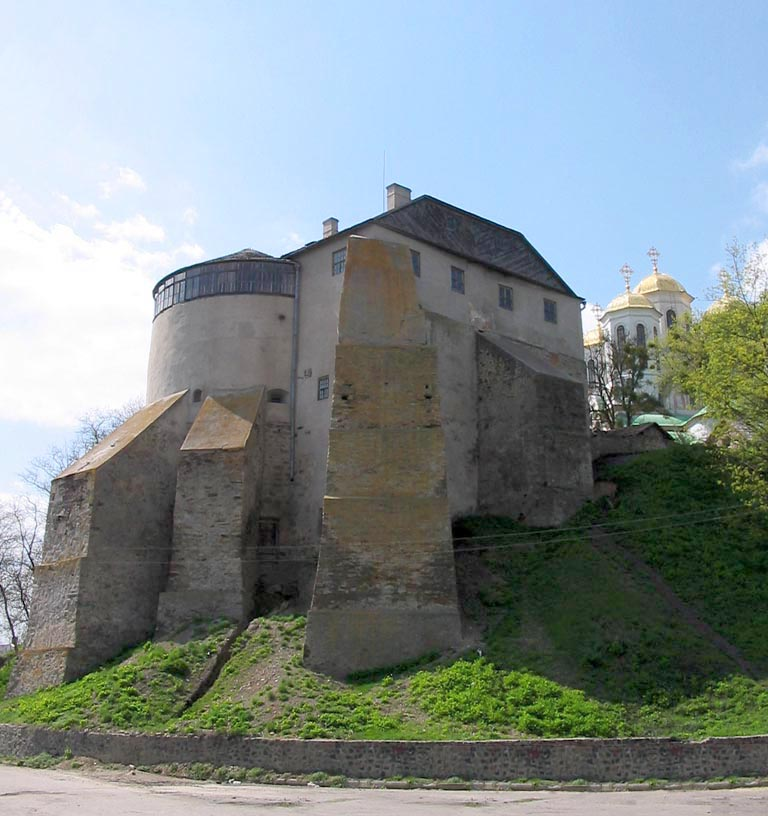
奧斯特羅赫城堡

奧斯特羅赫城堡（烏克蘭語：Острозький замок）是位於烏克蘭西部城市奧斯特羅赫的一座城堡建築。在14至16世紀，城堡曾是奧斯特羅赫家族的主要據點之一。現在城堡僅存廢墟。

## 外部連結
- . 烏克蘭七大奇蹟.   [2008-05-12]. （原始内容存档于2008-05-07） （乌克兰语）.
- . Castles and churches of Ukraine.   [2008-05-12]. （原始内容存档于2008-05-06） （乌克兰语）.
- . National Taras Shevchenko University of Kyiv.   [2008-05-12]. （原始内容存档于2008-05-07） （乌克兰语）.
- . Encyclopedia of Ukraine.   [2008-05-21]. （原始内容存档于2020-12-19）.

50°20′00″N 26°31′00″E / 50.3333333433°N 26.5166666767°E